# رحلات غوليفر
رحلات جوليفر (بالإنجليزية: Gulliver's Travels) هي قصة تعتبر من أشهر أعمال الكاتب جوناثان سويفت (1667-1745 م)، والذي يعده الكثير أعظم مؤلف إنجليزي ساخر. وتروي القصة حكاية لومويل جوليفر وهو طبيب إنجليزي بارد الأعصاب، ونادراً ما يبدي أي انطباع شخصي أو استجابة عاطفية عميقة.

## ملخص القصة

### الجزء الأول: رحلة إلى ليليبوت
4 أيار 1699 – 13 نيسان 1702
غوليفر جراحًا على سفينة تتجه إلى الشرق، فواجهت السفينة عاصفة حطمتها. لكن غوليفر استطاع النجاة من العاصفة ووصل إلى أرض نام فيها، وأكتشف فيما بعد أنها أرض لأقزام متوسط طول الواحد منهم 15 سم. قام الأقزام بحبسه وأطعموه، ثم تعلم غوليفر لغتهم وزار عاصمتهم، ثم أطلعه أحد مستشاري الملك على المشاكل في ليليبوت (اسم الدولة)؛ أولًا كان هناك حزبين في الدولة – 13 أبريل 1702

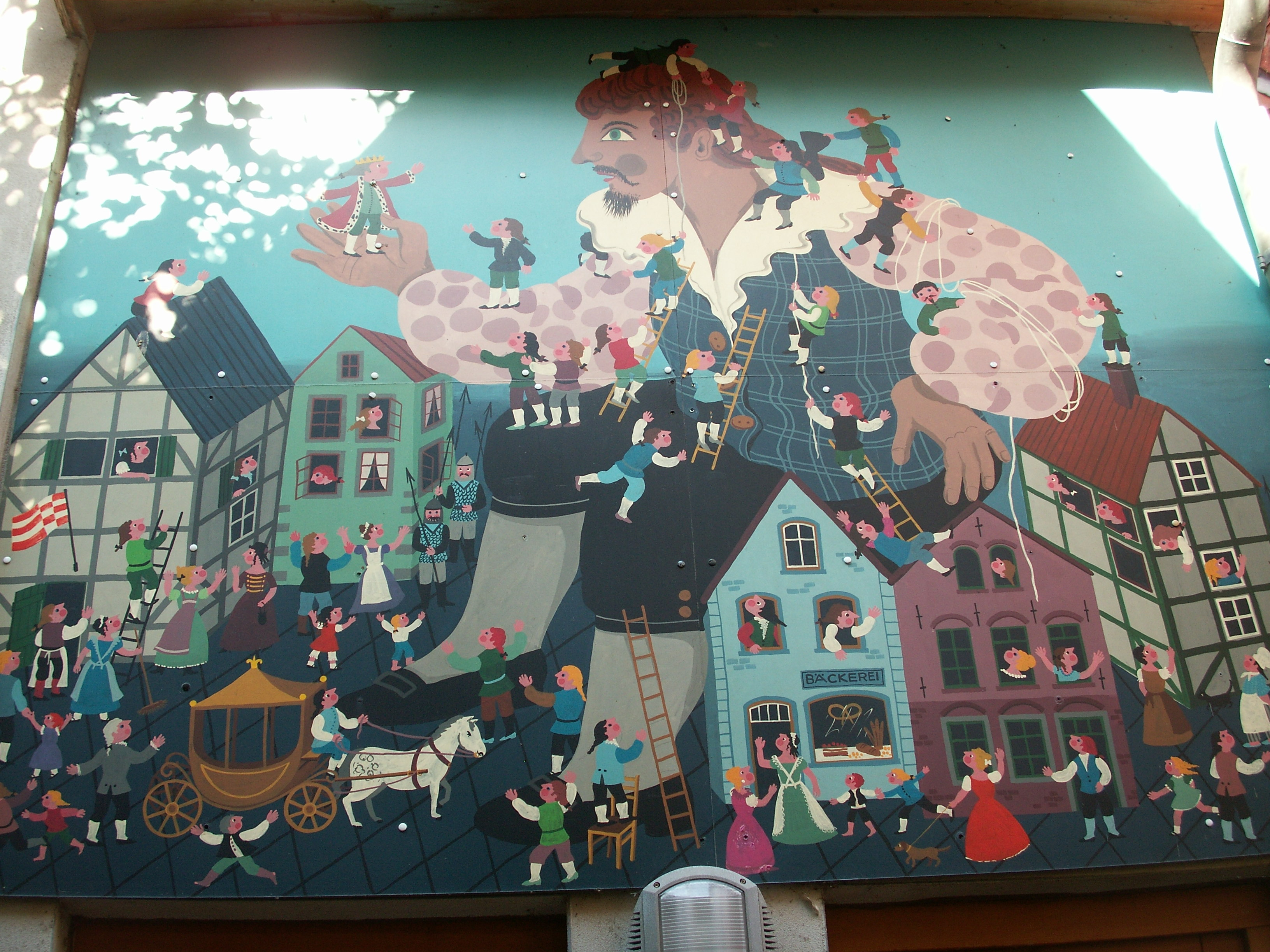
جوليفر محاصر من قبل أهالي جزيرة ليليبوت.

عمل الحزب الأول يقوم على تقليد الأجداد حيث يرتدون الأحذية ذات النعل العالي، والثاني يقومون على تقليد حديث حيث يرتدون الأحذية ذات النعل المنخفض. وثانيًا هو أن الناس كانت تأكل البيض من النهاية الكبرى ثم قُطع إصبع جد الملك فأصدر قانونًا بأكل البيض من النهاية الصغرى فرفض بعض الناس ذلك وتمردوا فهربوا إلى بلد مجاورة تُسمَّى بليفوسكو، فعرض عليه المستشار المساعدة منه في الحرب. وافق غوليفر على ذلك وأعد خطة بأن يأخذ أسطول تلك البلد المسماة بليفوسكو؛ وبالفعل أخذه وعاد إلى ليليبوت فعرض عليه الملك أن يأخذ أهل بليفوسكو أسرى لديه لكنه رفض ذلك فقرر الملك أن يعاقبه؛ لكن أحد المستشارين أخبره أنهم سيجعلونه أعمى ولن يعطونه أي طعام فهرب إلى بليفوسكو ورحب به ملكها حيث عاش في بلده عدة أشهر حتى وجد قاربًا فأصلحه وأبحر به حتى وجد سفينة إنجليزية عاد بها إلى لندن.

### الجزء الثاني: رحلة إلى بروبدنغناغ
20 حزيران 1702 – 3 حزيران 1706

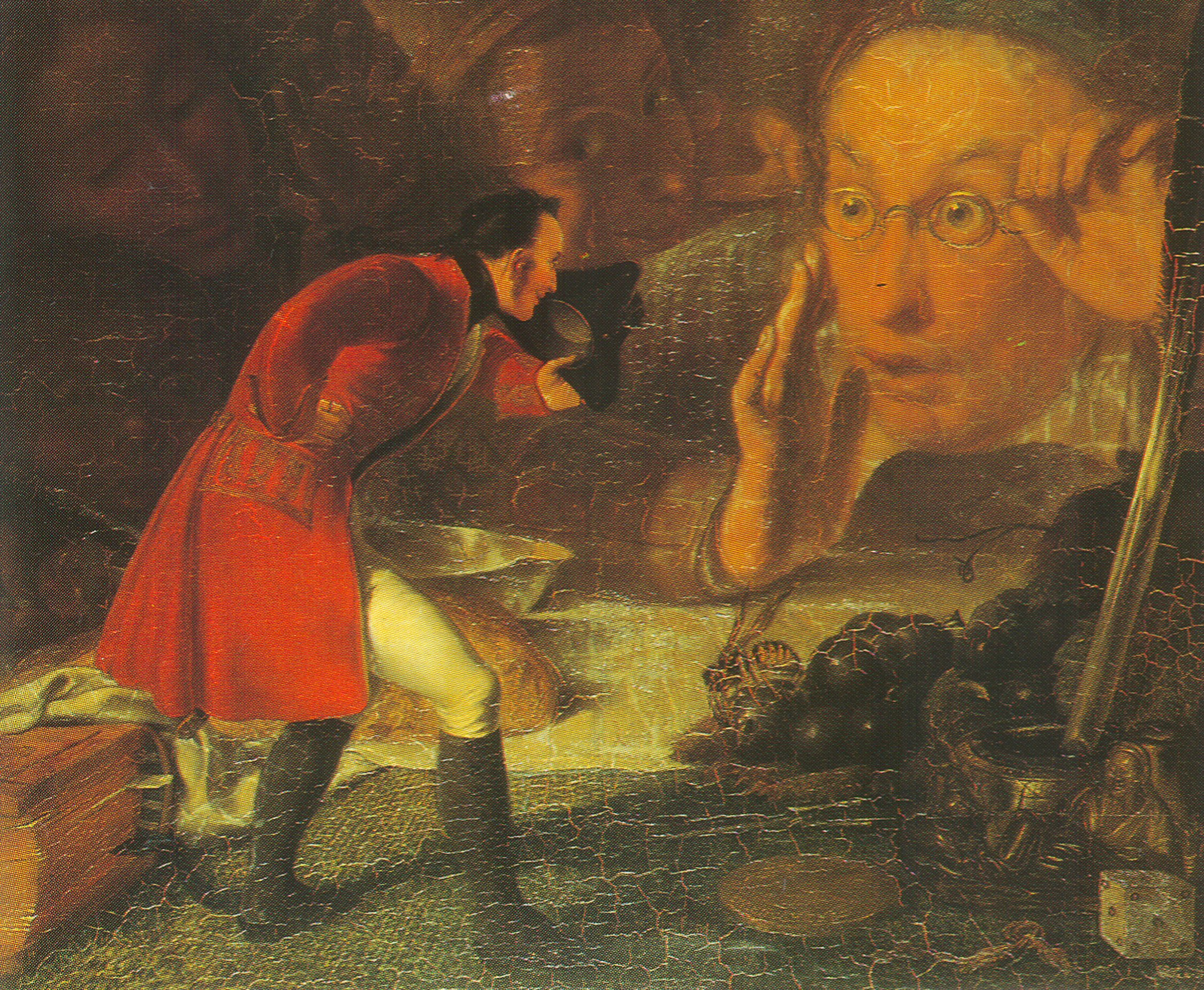
جوليفر في بروبدنغناغ بريشة ريتشارد ريدچريف

غادر غوليفر إنجلترا مرة أخرى في رحلة تتجه إلى الهند حتى وصلوا إلى شمال جزيرة مدغشقر فواجهتهم عاصفة شديدة حتى ابعدتهم عن المسار فرأى أحد البحارة أرض فنزل غوليفر والبحارة للبحث عن الماء ثم اكتشف أنها أرض للعمالقة تُسمى بروبدنغناغ فوقع أسيراً في أيدي سكانها من العمالقة وبدا بينهم قزمًا، لا يزيد طوله على بضع بوصات. وكانت تخفيه الزنابير التي في حجم العصافير، والكلاب التي في حجم الخيول، ودارت معركة بينه وبين أحد الفئران. وفي النهاية تمكن من الفرار وعاد إلى إنجلترا ليقوم برحلات عجيبة.

### الجزء الثالث: رحلة إلى لابوتا وبالنباربي وغلوبدوبدريب واليابان
5 أغسطس 1706 – 16 أبريل 1710
{{ذهب غوليفر إلى الارض الطائرة وهى تحتوى على أعظم العباقرة في العالم حتى ان قائدهم يستطيع سماع صوت النجوم وتدور حرب بين هذه المدينة ومدينة عادية بسبب اعتمادهم المعيشي على الضرائب ثم يسقط غوليفر إلى هذه الأرض ويستكمل رحلته}}

### الجزء الرابع: رحلة إلى دولة هويهنهنمس
{{في الجزء الرابع، يزور جاليفر أرض الهويهونهم، وهو سلالة من الخيول الذكية التي هي أنظف وأكثر عقلانية ومجتمعية وخيرًا (ليس لديهم، على نحو واضح، كلمات للخداع أو الشر) من الجنس البشري الوحشي والقذر والجشع والمنحط المسمى ياهو، وقد قاموا بترويض بعضهم - وهو تحول ساخر في العلاقة بين الإنسان والحيوان. إن الهويهونهم فضوليون للغاية بشأن جاليفر، الذي يبدو أنه ياهو ومتحضر، ولكن بعد أن وصف جاليفر بلاده وتاريخها للسيد هويهونهم، استنتج هويهونهم أن شعب إنجلترا ليسوا أكثر عقلانية من الياهو. وأخيرًا تقرر أن يترك جاليفر الهويهونهم. ثم يعود جاليفر إلى إنجلترا، وهو يشعر بالاشمئزاز من البشرية لدرجة أنه يتجنب عائلته ويشتري الخيول ويتحدث معهم بدلاً من ذلك.}}.
7 سبتمبر 1710 – 2 يوليو 1715

## أعمال مستوحاة من القصة
- رحلات غوليفر (1939)
- عوالم غوليفر الثلاثة (1960)
- حالة لجلاد جديد
- رحلات غوليفر (1977)
- رحلات غوليفر (1996)
- جاجانترام مامانترام (2003)
- رحلات غوليفر (2010)

## روابط خارجية
- رحلات غوليفر على موقع الموسوعة البريطانية (الإنجليزية)